# Manfreda nanchititlensis
Manfreda nanchititlensis är en sparrisväxtart som beskrevs av Eizi Matuda. Manfreda nanchititlensis ingår i släktet Manfreda och familjen sparrisväxter. Inga underarter finns listade i Catalogue of Life.